# Vostok Point
Der Vostok Point ist eine Landspitze an der Südküste Südgeorgiens im Südatlantik. Sie liegt nordwestlich der Diaz Cove. Ihr südwestlich vorgelagert ist Lazarev Island, die nördlichste der Kuprijanow-Inseln.
Das UK Antarctic Place-Names Committee benannte sie 2009. Namensgeberin ist die  Korvette Wostok, Flaggschiff der ersten russischen Antarktisexpedition (1819–1821) unter der Leitung von Fabian Gottlieb von Bellingshausen.